# Arrondissement d'Altona
Pour les articles homonymes, voir Altona.
Altona est l'arrondissement (Bezirk) le plus à l'ouest de la ville de Hambourg (Allemagne) agrémenté de nombreux parcs.

## Étymologie
Étymologiquement, il est documenté[Où ?] que le nom vient de la description du site d'Altena[Quoi ?], bâti en 1537 sur les berges d'un cours d'eau, de l'ancien allemand all ten au signifiant « tout près de champs alluviaux / de l'eau / du fleuve ».[réf. nécessaire]
Une autre source d'étymologie populaire [Laquelle ?] fait remonter le nom au XVIe siècle. En Plattdeutsch, le dialecte local, All to nah, signifie « bien trop près »[réf. nécessaire], et rappelle que ce site fut fondé — taverne incluse — par Christian IV, roi du Danemark, soucieux de saper le prestige et la réussite commerciale de sa riche voisine, la ville hanseatique de Hambourg[réf. nécessaire].

## Histoire

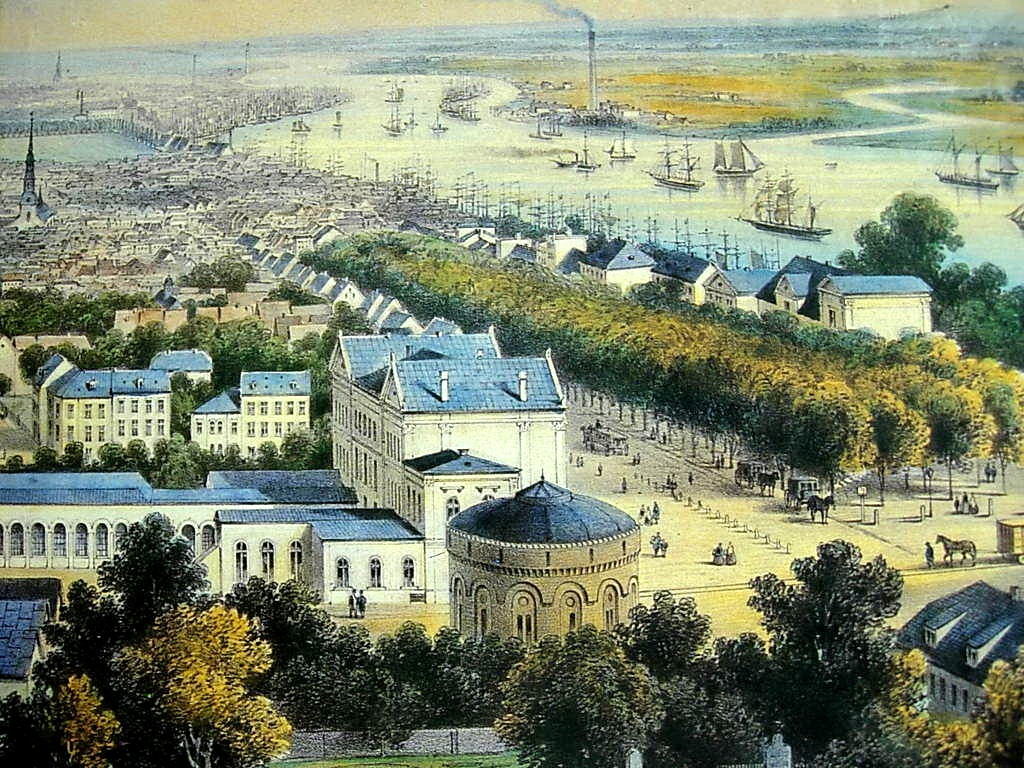
Altona en 1850.

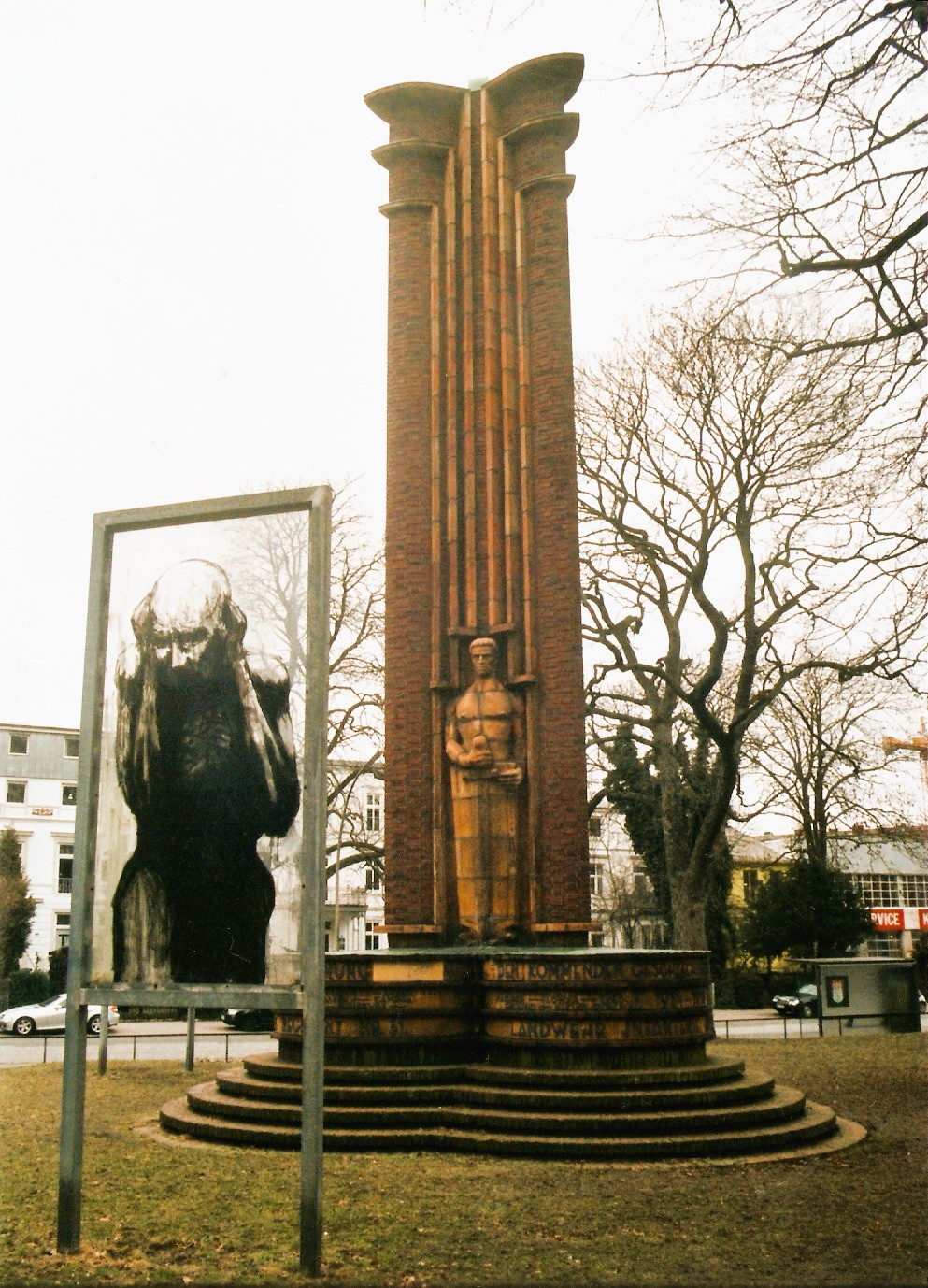
Pensée et contre-mémoire de l'ancien régiment Altona.

| Appartenances historiques Comté de Holstein-Pinneberg 1535-1640 Duché de Holstein-Glückstadt 1640-1773 Duché de Holstein 1773-1866 Royaume de Prusse (Province du Schleswig-Holstein) 1866-1918 République de Weimar 1918-1933 Reich allemand 1933-1945 Allemagne occupée 1945-1949 Allemagne 1949-présent |

### «Wiedererwachung» (Renaissance) et Réforme protestante (XVe–XVIesiècles)
Le village d'Altona fut fondé en 1535 par Christian IV (1577-1648), roi de Danemark et de Norvège, dans le Comté de Holstein-Pinneberg en tant que village de pêcheurs.
L'intention de Christian IV était d'ériger la région en un fief prestigieux pour ses enfants tout en veillant à ne pas générer une guerre commerciale ouverte contre la ville libre du Saint Empire romain germanique membre de la Hanse, Hambourg, mais bel et bien avec le dessein de supplanter la concurrence que lui faisait son "ainée commerciale".
Cette colonie danoise doit son nom à la détermination et à la perspicacité de Christian IV. Non sans une certaine ironie, car le nom du site proviendrait, selon la documentation de l'époque, de l'emplacement de la taverne du pêcheur Joachim von Lohe, réputée pour sa bière rousse. Bien evidemment[Interprétation personnelle ?], l'endroit — bière en tête — était très apprécié par les artisans et pêcheurs locaux, mais honni des autorités, et de l'avis du conseil municipal de Hambourg, « bien trop proche » (en dialecte Plattdeutsch « All to nah » signifie « bien trop près ») des limites de la ville, les conséquences de toute surconsommation et de la qualité de sa clientèle jetant inéluctablement l'opprobre sur la bonne réputation commerciale de la ville cofondatrice de la Guilde hanséatique, première bourse allemande (1558) et récemment passée au protestantisme (1529).
En 1640, Altona passa sous administration danoise, faisant partie du Duché de Holstein-Glückstadt, et reçut en 1664 les droits municipaux du roi du Danemark Frédéric III.

### «Aufklärung» (Lumières -XVIIe–XVIIIesiècles) - «Neuzeit» (Temps modernes - depuis leXIXesiècle)
Le monument le plus emblématique d'Altona est son église baroque de la Sainte Trinité (St Trinitatis) datant de 1742 et dont la flèche se  dresse au-dessus de la ville.
Devenue prussienne après la guerre germano-danoise de 1864 et allemande en 1871, elle resta indépendante jusqu'en 1938 où elle fusionna par contrainte avec Hambourg.

#### Armée et Sport
Dans les années 1900, un terrain pour les parades militaires, l'Exerzierweide, est transformé en premier terrain de jeux pour les matchs de football de la ville. Dans ce stade a lieu la toute première finale du Championnat d'Allemagne de football de 1902-03.

#### Pedagogie
Dès 1919, l'école populaire d'Altona fut célèbre. Il s'y développait des expériences de pédagogie libertaire prônant l'abolition du rapport autoritaire entre le maître et l'élève. Le directeur, Heinrich Siemss, appartenait à l'Internationale de l'enseignement. Il influença le pédagogue Célestin Freinet, passé en 1922.

#### Nazisme
Le 17 juillet 1932, Altona est le théâtre d'une très violente manifestation entre des nazis et leurs opposants qui feront quinze morts et une soixantaine de blessés. C'est l'occasion qu'attendait le gouvernement du Reich de Franz von Papen pour renvoyer Otto Braun et Carl Severing les ministres socialistes du gouvernement de Prusse, opération qui permit de faire passer le Land de Prusse sous contrôle du pouvoir central. (Preußenschlag).
Dans la foulée, Altona est transformée en un arrondissement de la ville qui compte 270 263 habitants en 2016. C'est pourquoi il y a toujours dans le quartier un hôtel de ville (Rathaus), majestueux bâtiment blanc lui même issu de la transformation de l'ancienne gare d'Altona en 1898 en centre administratif, dans lequel parfois en été avaient lieu des projections de cinéma. Devant l'hôtel de ville se dresse l'imposant monument de l'empereur Guillaume, sculpté par Gustav Eberlein et inauguré en 1898.

#### Communauté juive
La ville revêt aussi une très grande importance dans l'histoire juive.
Fuyant l’Inquisition, des Juifs sépharades de la péninsule Ibérique, les marranes, s'installèrent à Hambourg à la fin du 16e siècle et participèrent activement au rapide essor économique de la ville : construction portuaire, fournisseurs des armateurs (draps, cordes, métallurgie, tonneaux ...), services bancaires, négoce (importations de sucre et de tabac…) ainsi que dans le secteur de l’impression et traduction de livres. La communauté sépharade comptait trois synagogues au 17e siècle. Elle fut renforcée par l’arrivée de juifs ashkenazes, fuyant les persécutions dont ils etaient victimes à l'Est de l'Europe. En 1671, les trois congrégations de Hambourg, Altona et Wandsbek s’unirent.
Au début du XIXe siècle, près de 6 500 juifs habitaient à Hambourg et purent obtenir la citoyenneté en 1850. Une grande activité culturelle s’ensuivit. Une des premières synagogues libérales fut construite en 1844, mêlant un style gothique et mauresque.
Au début du XXe siècle, avec près de 20 000 membres, la communauté juive était l'une des plus importantes d’Allemagne. L'arrivée au pouvoir des nazis fit fuir des milliers de juifs tandis que près de 9 000 juifs hambourgeois furent assassinés pendant la Shoah.
Au lendemain de la guerre, la communauté juive n'était plus constituée que de quelques centaines de juifs survivants . A la fin des années 1980, elle fut renforcée par un groupe originaire d’Iran après l'abdication de Mohammad Reza Pahlavi suivie d'une vague venue des pays de l'Est, principalement de Russie, du fait de l'effondrement de l’URSS. En 2022 la communauté compte près de 2 500 juifs hambourgeois. Le cimetière juif d’Altona est un des plus anciens d’Europe du Nord, avec d’anciennes (sic) tombes ashkénazes, sépharades et séfarades.
La mairie a installé devant l'hôtel de ville (Rathaus) un monument en souvenir de la déportation des Juifs de Hambourg.

## Parcs
- Altona comporte plusieurs grands parcs dont le Volkspark ou Parc du peuple des années 1920, donnant directement sur le port et sur la plage de l'Elbe.
- Klein Flottbek, territoire communal situé sur la rive nord de l'Elbe inférieure, tire son nom du ruisseau Flottbek qui coule dans le parc Jenisch à l'est et à travers la réserve naturelle de la vallée de Flottbek pour se jeter dans l'Elbe.
- La Maison Jenisch (en) érigée par le sénateur Martin Johann Jenisch se trouve dans ce parc.
- Le cimetière d'Altona, sous forme de parc, a été ouvert en 1923.